# ぼくの人格シェアハウス
『ぼくの人格シェアハウス』（ぼくのじんかくシェアハウス）は、関西テレビ（カンテレ）にて2024年3月18日（3月17日深夜）に関西ローカルで放送されたテレビドラマ。主演は塩野瑛久。

## 登場人物

### 主要人物
相田雄介〈30〉
演 - 塩野瑛久
本作の主人公。
大城守〈25〉
演 - 菅生新樹
主人公・相田の後輩。
宮川陽子〈30〉
演 - 桜井玲香
主人公・相田の憧れの同期。

### 相田の脳内で暮らす人格
恋愛至上主義で明るく積極的な人格
演 - 星乃夢奈
クールで知性派の人格
演 - 溜口佑太朗/ラブレターズ
ビビリで消極的な人格
演 - 時任勇気

### その他の第三営業部
佐藤健治〈43〉
演 - 永野宗典
部長。
中野伊織〈38〉
演 - 松長ゆり子
小山愛〈26〉
演 - おぎのさな

## スタッフ
- 脚本 - 西垣匡基（マゴノテ)
- 主題歌 -  KADOMACHI「大迷走」（murffin Lab./murffin discs）
- プロデューサー - 加藤春佳（関西テレビ）
- 演出 - 脇山健人（関西テレビ）
- 制作協力 - ジニアス
- 制作著作 - カンテレ